# Carlos Lutringer
Carlos Ernesto Lutringer González (Resistencia, 24 luglio 1938 – Buenos Aires, 24 gennaio 1986) è stato un cestista argentino.

## Carriera
Con l'Argentina prese parte ai Campionati mondiali del 1963, disputando 6 partite.